# The Half of It
The Half of It (bra: Você Nem Imagina) é um filme de comédia dramática e história de amadurecimento norte-americano, escrito e dirigido por Alice Wu. O filme é estrelado por Leah Lewis, Daniel Diemer, Alexxis Lemire e Collin Chou.
O filme foi lançado em 1 de maio de 2020, pela Netflix.

## Premissa
Ellie Chiu, uma estudante tímida e homossexual, sente-se isolada e sem amigos em sua cidade remota de Squahamish, onde ela faz alguns papéis extras necessários para seus colegas do ensino médio. Ellie relutantemente concorda em ajudar o apaixonado júri da escola Paul Munsky a escrever cartas de amor para Aster Flores, a garota que os dois amam secretamente.  Enquanto todos os três embarcam em uma viagem inesperada de descoberta, eles formam um complicado triângulo de amizade à medida que chegam a um acordo com seus próprios sentimentos inesperados sobre o amor e encontram conexão nos lugares mais improváveis.

## Elenco
- Leah Lewis como Ellie Chu
- Daniel Diemer como Paul Munsky
- Alexxis Lemire como Aster Flores
- Catherine Curtin como Colleen Munsky
- Collin Chou como Edwin Chu
- Enrique Murciano como Deacon Flores
- Wolfgang Novogratz como Trig Carson
- Becky Ann Baker como Mrs. Geselschap
- Gabi Samels como Amber

## Produção
Em abril de 2019, foi anunciado que Leah Lewis, Alexxis Lemire, Daniel Diemer, Becky Ann Baker, Catherine Curtin, Wolfgang Novogratz e Enrique Murciano haviam se juntado ao elenco do filme, com Alice Wu dirigindo de um roteiro que ela escreveu. Wu e Anthony Bregman serão os produtores do filme, distribuindo a Netflix. Em junho de 2019, foi anunciado que Collin Chou se juntou ao elenco.

### Filmagens
As filmagens foram iniciadas em 22 de abril de 2019 e concluídas em 1 de junho de 2019.